# 孔德乌巴
孔德乌巴（葡萄牙語：Condeúba）是巴西巴伊亚州的一个市镇。总面积1236.889平方公里，总人口16940人，人口密度13.7人/平方公里。